# 진류군
진류군(陳留郡)은 전한부터 수나라까지 존속한 중국의 옛 군급 행정 구역이다. 군국제 시행 시에는 제천국(濟川國)·제양국(濟陽國)·진류국(陳留國) 등이 설치됐었다. 중심지는 시간이 지남에 따라 제양, 진류, 소황, 준의로 옮겨갔다. 현재의 허난성 카이펑 시 일대와 상추 시·신샹 시의 일부를 관할했다.

## 전한
한나라에서 원래는 양나라에 속한 지역이었으며, 경제 중5년(기원전 145년) 양효왕 사후 양나라를 다섯으로 분할해 새로 제천나라를 두고 유무의 아들 제천왕 유명에게 봉하면서 진류군의 연혁이 시작된다. 서울은 제양현에 뒀다. 유명이 죄를 지어 봉국이 폐지되면서 한 조정의 관할로 들어갔고, 전한 무제가 원수 원년(기원전 122년)에 옛 제천나라 영역에 처음으로 진류군을 설치해 치소를 진류현으로 옮겼다. 13주를 두면서 연주에 속했다.
평제 시기에 시행된 원시 2년(2년)의 인구조사에 따르면 호구 29만 6284호, 인구 150만 9050명이 있었다. 17현을 두었다.
| 현명   | 한자   | 대략적 위치                             | 비고 |
| ------ | ------ | --------------------------------------- | --- |
| 진류현 | 陳留縣 | 카이펑시 샹푸구 진류진(陳留鎭)          | |
| 소황현 | 小黃縣 | 카이펑시 샹푸구 야태촌(冶台村) 일대     | |
| 성안현 | 成安縣 | 카이펑시 란카오현 동                    | 후한 초기에 폐지되었다. |
| 영릉현 | 寧陵縣 | 상추시 닝링현                           | 선진시대의 갈백국(葛伯國)이 이 현의 갈향(葛鄕)에 있었다. |
| 옹구현 | 雍丘縣 | 카이펑시 치현                           | 기나라가 처음 받은 봉지다. |
| 산조현 | 酸棗縣 | 신샹시 위안양현 연북촌(延北村)          | |
| 동혼현 | 東昏縣 | 카이펑시 란카오현 번채촌(樊寨村) 일대   | |
| 양읍현 | 襄邑縣 | 상추시 쑤이현                           | 복관(服官)이 있었다. |
| 외황현 | 外黃縣 | 상추시 민취안현 내황서촌(內黃西村) 일대 | 도위가 다스린다. |
| 봉구현 | 封丘縣 | 신샹시 펑추현                           | 복거수(濮渠水)가 제수(泲水)의 발원지와 만나 북동으로 도관(都關)에서 양리수(羊里水)에 들어가니, 네 군(진류·동군·제음·산양)을 지나 630리를 간다.                                              |
| 장라현 | 長羅縣 | 신샹시 창위안현 북                      | 장라장후 상혜의 후국으로, 본시 4년(기원전 70년)에 봉해졌고 건무 4년(28년)에 증손 상흡이 죽으면서 후국이 폐지됐다. 이후 후한 초기에 현자체도 폐지되었다.                                     |
| 위씨현 | 尉氏縣 | 카이펑시 웨이스현                       | |
| 언현   | 傿縣   | 상추시 저청현 원양진(遠襄鎭)            | |
| 장원현 | 長垣縣 | 신샹시 창위안현 북                      | |
| 평구현 | 平丘縣 | 신샹시 창위안현 남서                    | |
| 제양현 | 濟陽縣 | 카이펑시 란카오현 고양진(固陽鎭)        | |
| 준의현 | 浚儀縣 | 카이펑시                                | 전국시대의 대량(大梁)으로, 위나라의 후기 수도다. 수수(睢水)가 낭탕수(狼湯水)에서 갈려나와서 동으로 취려에 이르러 사수(泗水)로 들어가니, 다섯 군(진류·양·산양·패·임회)을 지나 1360리를 간다. |

## 신
다음 현의 이름을 고쳤다.
| 전한       | 신         |
| ---------- | ---------- |
| 영릉(寧陵) | 강선(康善) |
| 동혼(東昏) | 동명(東明) |
| 양읍(襄邑) | 양평(襄平) |
| 장라(長羅) | 혜택(惠澤) |
| 언(傿)     | 순통(順通) |
| 장원(長垣) | 장고(長固) |
| 제양(濟陽) | 제전(濟前) |

이후 해체되었고, 속현을 신평 · 진정 · 치정 · 기수 등으로 편입시켰다.

## 후한
140년(후한 순제 영화 5년)대 진류군은 17현 177,529호 869,433명을 거느렸다. 189년 소제가 즉위했을 무렵 그의 동생 유협이 진류왕으로 봉해지면서 진류국으로 승격되었다. 그러나 동탁에 의해 소제가 폐위되고 유협이 황제로 옹립되면서 진류국이 폐지되었다. 후한말에는 태수 장막이 통치했으나 조조가 본군에서 군대를 모으기 시작했다.
| 현명     | 한자     | 대략적 위치                             | 비고 |
| -------- | -------- | --------------------------------------- | --- |
| 진류현   | 陳留縣   | 카이펑시 샹푸구 진류진(陳留鎭)          | |
| 준의현   | 浚儀縣   | 카이펑시                                | 본래 대량(大梁)이었다. |
| 위씨현   | 尉氏縣   | 카이펑시 웨이스현                       | 현 경내에 능수향(陵樹鄉)이, 현 북쪽에 천자완유(天子菀囿)가 있는 못(澤), 진악구(秦樂廄)가 있었다.                                                                                         |
| 옹구현   | 雍丘縣   | 카이펑시 치현                           | 현성내에 신정(神井)이 있었다. |
| 양읍현   | 襄邑縣   | 상추시 쑤이현                           | 현내에 활정(滑亭), 승광성(承匡城)이 있었다. 193년(후한 헌제 초평 4년) 조조가 유상과 원술을 격파했다. 원술이 봉구현으로 물러났는데, 조조는 그곳을포위했다. 이에 원술이 양읍으로 도주했다. |
| 외황현   | 外黃縣   | 상추시 민취안현 내황서촌(內黃西村) 일대 | 현내에 규구취(葵丘聚), 번양성(繁陽城)이 있었다. |
| 소황현   | 小黃縣   | 카이펑시 샹푸구 야태촌(冶台村) 일대     | |
| 동혼현   | 東昏縣   | 카이펑시 란카오현 번채촌(樊寨村) 일대   | |
| 제양현   | 濟陽縣   | 카이펑시 란카오현 고양진(固陽鎭)        | 현내에 무부향(武父鄕)이 있었다. 두예에 따르면 현 동북쪽에 무부성(武父城)이, 현 동남쪽에 융성(戎城)이, 현도향(縣都鄉)에 광무제가 태어난 행궁이 있었다고 한다.                             |
| 평구현   | 平丘縣   | 신샹시 창위안현 남서                    | 현 경내에 임제정(臨濟亭), 황지정(黃池亭)이 있었다. |
| 봉구현   | 封丘縣   | 신샹시 펑추현                           | 현 경내에 동뢰정(桐牢亭)이 있었다. 193년 형주목 유표가 원술의 군량 수송로를 끊자 원술은 군대를 이끌고 본현에 주둔했다. 흑산적의 잔당과 어부라가 그를 도왔다.                             |
| 산조현   | 酸棗縣   | 신샹시 위안양현 연북촌(延北村)          | |
| 장원후국 | 長垣候國 | 신샹시 창위안현 북                      | 현경내에 광성(匡城), 포성(蒲城), 제성(祭城)이 있었다. |
| 기오현   | 己吾縣   | 상추시 닝링현 이오성(已吾城)            | 현내에 대극향(大棘鄕), 수향(首鄕)이 있었다. 189년(후한 영제 중평 6년) 조조가 본현에서 군대를 일으켰다.                                                                                   |
| 고성현   | 考城縣   | 상추시 민취안현 서남 맹장(孟庄) 일대    | 85년(후한 장제 원화 2년) 치현(菑縣)이 지금의 이름으로 개명되었다. 이름이 바뀌면서 양군에서 본군으로 소속이 바뀌었다.                                                                     |
| 어현     | 圉縣     | 카이펑시 치현 어진진(圉鎭鎭)            | 본래 회양의 속현이었으나 후에 본군의 속현으로 편제되었다. 현경내에 고양정(高陽亭), 만인취(萬人聚)가 있었다.                                                                              |
| 부구현   | 扶溝縣   | 저우커우시 푸거우현 고성촌(古城村)      | 본래 회양의 속현이었으나 후에 본군의 속현으로 편제되었다. |

## 서진
서진초기 진류, 평구, 부구, 어현, 기오, 고성 6현이 폐지되었다. 10현 30,000호를 거느렸다. 영가의 난이후 후조의 석호가 점령했다. 후조 치하에서 진류군은 건창군(建昌郡)으로 개명되어 낙주의 속군으로 편제되었다.
| 현명   | 한자   | 대략적 위치                             | 비고                                  |
| ------ | ------ | --------------------------------------- | ------------------------------------- |
| 소황현 | 小黃縣 | 카이펑시 샹푸구 야태촌(冶台村) 일대     |                                       |
| 준의현 | 浚儀縣 | 카이펑시                                |                                       |
| 봉구현 | 封丘縣 | 신샹시 펑추현                           |                                       |
| 산조현 | 酸棗縣 | 신샹시 위안양현 연북촌(延北村)          | 현동남쪽에 오소땅(〈烏巢地)이 있었다. |
| 제양현 | 濟陽縣 | 카이펑시 란카오현 고양진(固陽鎭)        |                                       |
| 장원현 | 長垣縣 | 신샹시 창위안현 북                      |                                       |
| 옹구현 | 雍丘縣 | 카이펑시 치현                           | 본래 기나라(杞)가 있었다.             |
| 위씨현 | 尉氏縣 | 카이펑시 웨이스현                       |                                       |
| 양읍현 | 襄邑縣 | 상추시 쑤이현                           |                                       |
| 외황현 | 外黃縣 | 상추시 민취안현 내황서촌(內黃西村) 일대 |                                       |

## 유송
420년(유송 무제 영초 원년), 송나라에 의해 초군땅에서 진류군이 교치되었다. 이 진류군은 예주의 속군으로 편제되었다. 466년(유송 명제 태시 2년) 북위로 넘어간 이후에도 유지되었고, 정광연간에 남연주가 설치되자 남연주의 속군으로 편제되었다. 이 진류군은 유송대에는 4현 196호 2,413명을, 동위대에는 5현 6,230호 16,749명을 거느렸다.
| 현명   | 한자   | 대략적 위치                           | 비고 |
| ------ | ------ | ------------------------------------- | --- |
| 준의현 | 浚儀縣 | 보저우시 차오청구 성부진(城父鎭) 북동 | 현 경내에 성부성(城父城)이 있었다. 유송대 교치된 진류군의 치소 역할을 했다. |
| 소황현 | 小黃縣 | 보저우시                              | 현 경내에 조등의 묘(曹騰墓), 조숭의 묘(曹嵩墓), 등애의 사당(鄧艾祠)이 있었다. |
| 백마현 | 白馬縣 | 미상                                  | 《위서》 지형지 진류군조에서 언급되지 않는 것으로 보아 북위때 폐지된 것으로 보인다. |
| 옹구현 | 雍丘縣 | 미상                                  | 《위서》 지형지 진류군조에서 언급되지 않는 것으로 보아 북위때 폐지된 것으로 보인다. |
| 곡양현 | 谷陽縣 | 저우커우시 루이현                     | 337년(진 성제 함강 3년) 고현(苦縣)이 지금의 이름으로 개명되었다. 이후 진군의 속현으로 편제되었다가 북위 때 진류군으로 편입된 것으로 보인다. 현 경내에 고성(苦城), 양도피(陽都陂), 효자묘(孝子廟), 난성(欒城)이 있었다.                 |
| 동연현 | 東燕縣 | 미상                                  | 후조때 지금의 신샹시동부지방에 동연군이 설치되었음을 미루어 보아 이 현은 유송대 설치된 것으로 보이며 송서에는 진류군의 속현으로 기록되어 있지 않다. 북위대 진류군의 속현으로 편제되었다. 현경내에 채수(蔡水), 풍당총(馮唐冢)이 있었다. |
| 무평현 | 武平縣 | 저우커우시 루이현 서무장(西武庄) 일대 | 505년(북위 선무제 정시 2년) 신설되었다. 현 경내에 무평성(武平城), 뇌향성(賴鄉城)이 있었다. 535년(동위 효정제 천평 2년) 진이 설치되었으나 549년(동위 효정제 무정 7년) 폐지되었다.                                                       |

## 북위, 동위, 북제
동진말, 유유가 후진을 격파하고 중원을 수복하면서 일시적으로 동진의 땅으로 편입되었다. 그러나 유유가 중원에서 철수하면서 북조의 땅으로 편입되었고, 이후 북위가 북조를 통일하자 북조의 땅으로 편입되었다. 493년(북위 효문제 태화 17년) 북위가 수도를 낙양으로 옮기며 낙주가 사주로 개명되자 낙주의 속군으로 편제되었다. 528년(북위 효명제 효창 4년) 일부지역이 동군의 일부지역과 함께 양하군으로 분리되었다. 그러나 534년(북위 효무제 영희 3년) 동위가 건국되자 동위의 땅으로 편입되었고, 일부지역이 개봉군으로 분리되면서 군역이 축소되었다. 그리고 지금의 카이펑시 일대가 양주로 분리되자 양주의 속군으로 편제되었다. 동위 때 진류군은 3현 19,613호 82,742명을 거느렸다. 576년(북제 고위 융화 원년) 개봉군이 통폐합되면서 군역이 넓어졌다.
| 현명   | 한자   | 대략적 위치                         | 비고 |
| ------ | ------ | ----------------------------------- | --- |
| 준의현 | 浚儀縣 | 카이펑시                            | 진류군의 치소이자 양주의 치소였던 대량성(大梁城)이다. 북위 중기 폐지되었다가 526년(북위 효명제 효창 2년) 재설치되었다. 현 경내에 신릉군묘(信陵君冢). 장이의 묘(張耳冢), 동중서의 묘(董仲舒冢), 번어기의 묘(樊於期冢), 변양의 묘(邊讓冢), 창원성(倉垣城)이 있었다. 거수(渠水)가 대량성 동쪽에서 나뉘는데 이를 채거(蔡渠)라고 한다. 수나라 때 |
| 봉구현 | 封丘縣 | 신샹시 펑추현                       | 448년(북위 태무제 태평진군 9년) 산조현(酸棗縣)에 통폐합되었다가 501년(북위 선무제 경명 2년) 재설치되었다. 봉구성(封丘城)에 치소를 두었다. 현 경내에 봉구대(封丘臺), 백구(白溝)가 있었다. |
| 소황현 | 小黃縣 | 카이펑시 샹푸구 야태촌(冶台村) 일대 | 447년(북위 태무제 태평진군 7년) 외황현에 통폐합되었다가 487년(북위 효문제 태화 11년) 재설치되었다. 현경내에 소영후총(昭靈后冢), 진총(陳冢), 채옹의 묘(蔡邕冢), 소황성(小黃城)이 있었다. |

## 북주, 수
578년(북주 무제 선정 원년) 양주가 변주(汴州)로 개명되었다. 수나라가 건국된 이후 주현제가 실시되면서 진류군은 폐지되었고 군의 속현은 변주가 통치하게 되었다. 605년(수 양제 대업 원년), 변주가 정주에 통폐합되자 군의 모든 속현이 정주의 속현으로 편제되었다.

## 당
621년(당 고조 무덕 4년), 이연이 왕세충을 격파하면서 당나라에 편입되었고 변주에는 총관부가 설치되었다. 변주총관은 변주, 유주(洧州), 기주(杞州), 진주(陳州)의 4개주를 통치했고, 변주는 준의, 신리, 소황, 개봉, 봉구 5현을 통치했다. 624년(당 고조 무덕 7년) 변주총관부가 변주도독부로 바뀌었고 개봉, 소황, 신리 3현이 준의현에 통폐합되었다. 그리고 기주가 폐지되며 옹구, 진류 2현이 관주의 중모현, 유주의 위씨현이 본주로 편입되었다. 661년(당 고종 용삭 2년) 중모현이 정주로 편입되었다. 712년(당 예종 연화 원년) 개봉현이 재설치되었다. 742년(당 현종 천보 원년) 군현제가 실시되면서 변주가 진류군으로 바뀌었다. 그러나 758년(당 숙종 건원 원년) 주현제가 다시 실시되면서 진류군이 폐지되고 그 자리에 변주가 세워졌다. 781년(당 대종 건중 2년) 나성(羅城)이 축성되었다.
본래 5현 57,701호 82,879명을 거느렸으나 개원 연간에는 82,190호 161향을, 천보연간에는 6현 109,876호 577,507명을, 원화연간에는 8,218호 53향을 거느렸다. 견(絹) 20필을 공납으로 바치고 솜(綿)과 견(絹)을 부세로 바쳤다.
| 현명   | 한자   | 대략적 위치                             | 현급 | 비고 |
| ------ | ------ | --------------------------------------- | ---- | --- |
| 준의현 | 浚儀縣 | 카이펑시                                | 望   | |
| 개봉현 | 開封縣 | 카이펑시 동남 고성촌(古城村) → 카이펑시 | 望   | 627년(당 태종 정관 원년) 준의현에 통폐합되었다. 712년 변주성내에서 재설치되었다. |
| 위씨현 | 尉氏縣 | 카이펑시 웨이스현                       | 望   | 621년 부구현(扶溝縣), 강음현(康陰縣), 신급현(新汲縣), 언릉현(鄢陵縣), 완릉현(宛陵縣), 귀화현(歸化縣)과 함께 유주(洧州)로 분리되었고 본현은 유주의 치소가 되었다. 627년 유주가 폐지되자 변주로 편입되었고, 강음, 완릉, 신급, 귀화 4현이 본현에 통폐합되었다. 한편 부구, 언릉 2현은 허주로 편입되었다. |
| 진류현 | 陳留縣 | 카이펑시 샹푸구 진류진(陳留鎭)          | 望   | 621년 기주(杞州)의 속현으로 편입되었다가 627년 기주가 변주에 통폐합되면서 변주로 편입되었다. |
| 봉구현 | 封丘縣 | 신샹시 펑추현                           | 緊   | |
| 옹구현 | 雍丘縣 | 카이펑시 치현                           | 望   | 621년 옹구현(雍丘縣), 진류현(陳留縣), 어성현(圉城縣), 양읍현(襄邑縣), 외황현(外黃縣), 제양현(濟陽縣)의 6현이 기주(杞州)로 분리되었다. 627년 기주가 폐지되며 제양, 어성, 외황 3현이 통폐합되었다. |

## 태수

### 전한
- 설선(? ~ 기원전 24년)
- 엄보(? ~ 기원전 14년)
- 유불오(? ~ 기원전 3년)
- 경풍(? ~ 기원전 2년)
- 소유(蕭由, 원시 연간)
- 유립(劉立, 7년 ~ ?)

### 후한
- 숙황(? ~ 47년)
- 마엄(77년 ~ ?)
- 소순(? ~ 85년)
- 노비(91년 ~ ?)
- 양양(梁讓, 140년대?): 양상의 동생이다.
- 좌민(左敏, 환제 시기): 좌관의 동생이다.[17]
- 위의(韋毅, ? ~ 166년): 횡령죄로 스스로 목숨을 끊었다.[18]
- 장막(? ~ 195년)